# Raghu Romeo
Raghu Romeo – indyjska komedia romantyczna z 2003 roku, debiut reżyserski znanego w Indiach aktora niezależnego i popularnego kina Rajata Kapoora. W rolach głównych wystąpili Vijay Raaz, Saddiya Siddiqui, Maria Goretti i Saurabh Shukla. 
Będąc pastiszem komedii romantycznej i thrillera, film pokazuje bohatera żyjącego na pograniczu fikcji i realności. Woli on życie marzeniami dostarczanymi przez TV od realizmu przemakającego dachu i poniżenia w pracy. Nie zauważając jednak prawdziwej miłości. W filmie komicznie pokazany obraz świata filmowego narażony na zabójstwa mafijne w przypadku niepoddania się wymuszeniom. Tłem historii jest Mumbaj.

## Fabuła
Raghu (Vijay Raaz) pracuje w lokalu. Popychany przez wszystkich, marnie opłacany, lekceważony. W domu pod przeciekającym w czas monsunu dachem Raghu znika jak urzeczony wpatrując się w ekran telewizora, zakochany w bohaterce z serialu. Nie zauważając troski, jaką mu okazuje tancerka z lokalu (Sadiya Saddique). Zakochany w niej gangster daje mu prace szofera. Raghu w swej niewinności nie wie, że wozi ... pomagając mu zabijać na zlecenie. Do chwili, gdy ofiara zamachu ma stać się aktorka grająca jego ukochaną. Aby uchronić ją od kolejnych prób zabójstwa, Raghu porywają uwożąc na wieś...

## Obsada
- Vijay Raaz	 ... 	Raghu
- Sadiya Siddiqui	... 	Sweety
- Saurabh Shukla	... 	Mario
- Maria Goretti	... 	Reshma / Neetaji
- Veerendra Saxena	... 	Yadav
- Vijay Patkar	        ... 	Hari
- Surekha Sikri	... 	matka Raghu
- Ikhlaq Khan	        ... 	Vermaji

## Nagrody
- Silver Lotus – National Film Awards